# مستشفى بيرسي العسكري
مستشفى بيرسي العسكري (بالفرنسية: Hôpital d'instruction des armées Percy)‏ أو رسميًا «المستشفى التعليمي العسكري بيرسي» هو مستشفى عسكري في مدينة كلامار بالضاحية الغربية لمدينة باريس، يتبع وزارة الدفاع الفرنسية، ويوفر الخدمات الصحية لكل من المرضى العسكريين والمدنيين. سُمي نسبة إلى بيير فرانسوا بيرسي، الذي كان كبير جراحي الجيش الفرنسي في بداية الثورة الفرنسية.

## الخدمات
يشتهر هذا المستشفى بمعالجة أمراض الدم، خاصة مرض ابيضاض الدم. يضم المستشفى عدة أقسام، منها التخدير والإنعاش، وجراحة الوجه والفك، وجراحة العظام والرضوض، والجراحة البلاستيكية، وجراحة الصدر، والأمراض الجلدية، والطب الفضائي، وشرايين القلب، والطب الداخلي، والطب البدني، وإعادة التأهيل، وجراحة الأعصاب، وطب العيون، والأنف والأذن والحنجرة، وأمراض الرئة، والأمراض النفسية، والطوارئ، وطب الأسنان. بالإضافة إلى قسم الأشعة، والإعلام الطبي، والصيدلة، والبيولوجي الإكلينيكي، والكيمياء الحيوية والكيمياء السمية. يضم مستشفى بيرسي أيضًا مركز لعلاج الحروق افتتح عام 1982، ومختبرات بيولوجية وبيوكيميائية.

## مرضى بارزين
عالج المستشفى العديد من رؤساء الدول وغيرهم من الشخصيات البارزة خصوصًا من المشاهير والسياسيين وكان منهم:
1. ياسر عرفات، الرئيس الفلسطيني الذي تعالج في المستشفى من 29 أكتوبر 2004 حتى وفاته في 11 نوفمبر 2004. خلال وجوده في المستشفى، دخل في غيبوبة عميقة وهو في وحدة العناية المركزة.[1][2]
2. باسل فليحان، سياسي واقتصادي لبنان.
3. ليفي موناوازا، أُدخل رئيس زامبيا إلى المستشفى في 1 يوليو 2008 لتلقي العلاج بعد سكتة دماغية أصيب بها في 29 يونيو.[3][4] توفي في المستشفى في 19 أغسطس 2008.[5]